# Triepeolus kathrynae
Triepeolus kathrynae là một loài Hymenoptera trong họ Apidae. Loài này được Rozen mô tả khoa học năm 1989.